# Prairies de Carstensz
Pour les articles homonymes, voir Carstensz.
Les prairies de Carstensz, en indonésien Dataran Carstensz, en anglais Carstensz Meadow, sont une vallée située en Indonésie, sur l'île de Nouvelle-Guinée, dans la province de Papouasie centrale. Depuis les années 1970, le site est intégralement occupé par la mine de Grasberg, une des plus grandes au monde pour ses gisements d'or et de cuivre. Avant son ouverture, le site était occupé par une plaine recouverte d'une pelouse alpine marécageuse.
La vallée est entourée par le col de Bakopa au nord, les vallées Jaune et de Meren à l'est, le Puncak Jaya au sud-est, la vallée de la rivière Aghawagon au sud et le Grasberg à l'ouest,. La vallée est traversée par plusieurs cours d'eau qui s'y réunissent pour donner naissance à la rivière Aghawagon qui coule vers le sud en direction de la mer d'Arafura,.